# Escola Gastó Febus
L'Escola Gastó Febus és una associació literària occitana fundada el 1896 per un petit grup d'escriptors de Bearn i Bigorra com Simin Palay o Cesari Daugèr. Porta el títol d'escola com la majoria de les associacions afiliades al Felibritge. Els seus principals objectius són "l'estudi i el desenvolupament de la llengua i la literatura occitana d'expressió gascona". ».
El 1897, l'associació posa en marxa la revista Reclams de Biarn e Gascougne, destinada a donar a conèixer les activitats de l'associació i la publicació de textos literaris emprant en grafia la norma mistralenca.
Durant més de mig segle va estar sota la direcció de dues grans personalitats, Simin Palay i Miquèu Camelat, que desenvoluparen el projecte ideat el 1896. Després de la mort de Camelat (el 1962) i Palay (1965), la revista ha seguit apareixent sense canvis significatius. A partir de 1984, amb l'arribada al capdavant de l'escriptura de Joan Salles-Loustau i un nou equip, s'ha modernitzat, ha adoptat l'ortografia tradicional i ha adoptat el nom de Reclams. Té la seu a Mauvesin.